# Mochov
Mochov (en allemand : Mochow) est une commune du district de Prague-Est, dans la région de Bohême-Centrale, en République tchèque. Sa population s'élevait à 1 403 habitants en 2020.

## Géographie
Mochov se trouve à 4 km au sud-est de Čelákovice à 11 km au sud-est de Brandýs nad Labem-Stará Boleslav et à 27 km à l'est-nord-est de Prague.
La commune est limitée par Čelákovice à l'ouest et au nord, par Přerov nad Labem et Bříství à l'est, par Vykáň à l'est et au sud, et par Vyšehořovice au sud et à l'ouest.

## Histoire
La première mention écrite de la localité date de 1295.

## Transports
Par la route, Mochov se trouve à 4,5 km de Čelákovice, à 12,5 km de Brandýs nad Labem-Stará Boleslav et à 32 km du centre de Prague.